# Claus Pavels Riis
Claus Pavels Riis (* 19. Februar 1826 in Bergen; † 8. Oktober 1886 in Mandal) war ein norwegischer Dichter.

## Jugend und Studentenzeit
Seine Eltern waren der Stiftsobergerichtsjustiziarius Boye Christopher Riis (1790–1851) und dessen Frau Marianne Sophie Pavels (1804–1831). Am 17. März 1856 heiratete er Maria (“Maja”) Elisabeth Weinwich Hertzberg (1. April 1824–4. November 1881), Tochter des Propstes Niels Hertzberg (1759–1841) und dessen Frau Anna Christine Egede Thomsen (1789–1860).
Seinen Ruhm begründete Riis in seinen Studentenjahren, nicht, weil er ein eifriger Student gewesen wäre, sondern weil er auf Grund seiner guten wirtschaftlichen Verhältnisse sich mit ganzem Herzen in das Studentenleben einbrachte. Er war Redakteur des handschriftlich verbreiteten Studentenblattes Samfundsbladet (Gesellschaftsblatt). Er schrieb Studentenlieder und Studentenkomödien und nahm regen Anteil an der Literaturdiskussion seiner Zeit.
Riis wuchs in Bergen auf und ging dort auf die Kathedralschule. 1844 legte er das Examen artium ab. Dann begab er sich zum Studium nach Christiania. Doch er brach sein Studium nach dem Annenexamen ab. 1845 nahm er am ersten Studententreffen in Kopenhagen teil. Dort lernte er den dänischen Dichter Jens Christian Hostrup kennen. Bei ihm erfuhr er, welche Bedeutung Studentenlieder und Studentenkomödien für den Gemeinschaftsgeist unter den Studenten hatten. Die Verbindung zwischen den beiden währte lange.

## Der Dichter
1847 wurde er Redakteur von Samfundsbladet. Damit begann sein literarischer Aufstieg. Unter dem Pseudonym Crispinus verfasste er Studentenlieder, schrieb Kritiken zu Studentenkomödien und präsentierte die skandinavische Studentenliteratur. In dieser Zeitung veröffentlichte er auch die Komödie „Angrebet paa Parnas“. Darin wurde geistreich gegen die alten literarischen Geschmacksrichter, vor allem Welhaven und Andreas Munch polemisiert, und das Stück wurde unter Studenten zum großen Erfolg. Zusammen mit einigen polemischen Gedichten gab er das Stück als Buch unter dem Namen Litterær Polemik heraus. Der einzige, der Gnade vor seinen kritischen Angriffen hatte, war Wergeland. Seine Dichtung ist sehr zeitgebunden. Am populärsten war sein Festlied „Op, mine Gutter!“ (Auf, meine Burschen!). 1849 gründete er zusammen mit anderen Mitgliedern des studentischen Debattierclubs Det lærde Holland den „Literarischen Verein“.
Sein größter Erfolg war die Komödie Til Sæters mit dem Untertitel „Dramatisk Idyl med Sange“. Sie wurde am 20. Januar 1850 im Christiania Theater uraufgeführt. Die Handlung ist dünn, die Personen sind schablonenhaft, und Riis wurde deshalb auch kritisiert. Aber das Stück hatte auch spritzige Dialoge, Schlagfertigkeiten und eingängige Gesangseinlagen. Das Stück zeigte Begeisterung für die norwegische Natur und Bauernkultur und traf damit den Geschmack des von der Nationalromantik geprägten intellektuellen Publikums. Mit 200 Aufführungen innerhalb von 10 Jahren gehörte es in Norwegen zu den meistgespielten Stücken des 19. Jahrhunderts. Es kam auch nach Kopenhagen und Stockholm und wurde sogar noch 1981 im Nationaltheater auf die Bühne gebracht. Sein nächstes Stück Julegjæsten (Weihnachtsgäste) wurde verrissen und nach zwei Vorstellungen abgesetzt.

## Der Landwirt
Als weder seine Dichtung noch sein Studium erfolgreich waren, ging Riis 1852 als Privatschüler auf die Landwirtschaftsschule Jønsberg in Stange. 1855 kaufte er den Hof Nymark in Tysnes, wo er Obstanbau betrieb. 1860 bis 1864 war er dazu Amtsgärtner im Søndre Bergenhus Amt. Seine Aufgabe wurde es, im Amtsbezirk umherzureisen und über landwirtschaftliche Methoden aufzuklären. Er schrieb auch ein Buch über Ackerbau und betrieb nebenbei auch die Herausgabe der Autobiografie und der Tagebücher seines Großvaters Bischof Claus Pavels. Hin und wieder schrieb er auch Theaterstücke. Sein Stück „En Juleaften“ (Ein Weihnachtsabend) wurde 1862 im Christiania Theater uraufgeführt und fand freundliche Aufnahme. Auch sein letztes Stück Han har det strengt (Er hat es hart) wurde in Christiania, Trondheim und Kopenhagen aufgeführt. Es enthält den dauerhaftesten Beitrag seiner Dichtung, das Lied „Anne Knutsdotter“, das noch heute in vielen Varianten gesungen wird.
Nach dem Tod seiner Frau zog Riis 1881 zurück nach Christiania. 1886 ging er mit den Tagebüchern seines Großvaters auf eine Vorlesungstournee. Auf der Heimreise von Bergen erkrankte er und starb.

## Werke (Auswahl)
- Litterær Polemik af Crispinus. 1848
- Viser og Vers af Crispinus. 1849
- Til Sæters. Dramatisk Idyl med Sange. 1850
- Samfundsarbeider af Crispinus. 1851
- Julegjæsten eller Lykken større end Forstanden. Lystspil i 3 Akter. 1852
- Smaaskrifter for Almuen i Bergens Stift. I. Veiledning i Havedyrkning. Bergen 1861
- Claus Pavels's Biografi og Dagbøger. (Herausgeber) Bergen 1864
- Biskop Claus Pavels's Autobiographi. 1865
- Han har det strengt. Vaudeville. 1865
- Claus Pavels's Dagbogs-Optegnelser 1815–1816. 1867